# Petzscher Mark

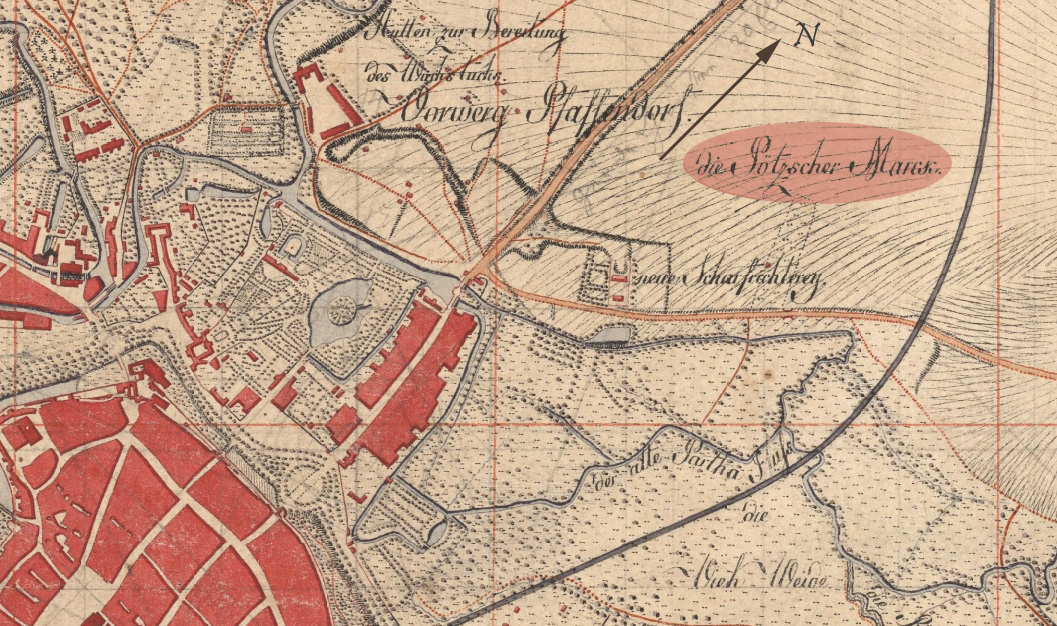
Die Petzscher Mark auf einer Karte um 1800

Die Petzscher Mark war ein Flurbereich im Norden Leipzigs östlich der Straße nach Halle und nördlich der Parthe. Der Name geht auf ein wüst gefallenes Dorf namens Petzsch zurück.
Petzsch wurde erstmals 1287 als Bets unter der Grundherrschaft des 1284 gegründeten Weißenfelser Klarissenklosters erwähnt. Für die Jahre 1454 und 1476 gibt es im Urkundenbuch der Stadt Leipzig noch auf Petzsch bezogene Eintragungen. Es sind Entscheidungen des Rates der Stadt Leipzig zu Streitfragen in Petzsch und zu Kaufbeziehungen zum Kloster in Weißenfels. Weitere Hinweise fehlen. Die Wüstungsflur wurde mit der des ehemaligen Dorfes Pfaffendorf vereint. 1862 wurde das Gelände nach Leipzig eingeflurt.
Auf dem inzwischen als Petzscher Mark bezeichneten Gelände wurde um 1858 der Berliner Bahnhof der Stadt Leipzig errichtet, der bis zur Fertigstellung des Hauptbahnhofs bestand. Mit der sich in der Gründerzeit ausdehnenden Stadt entstanden auf dem Gebiet der Petzscher Mark vor allem Handwerks- und kleine Industriebetriebe.
1907 wurde in Erinnerung an das Dorf Petzsch im Nordwestteil des Bereiches die Petzscher Straße benannt.
Im  Stadtentwicklungsplan der Stadt Leipzig sind im Bereich der jetzt zum Stadtteil Eutritzsch gehörenden Petzscher Mark zwei Gewerbegebiete mit sogenannten Gewerbegebietspässen enthalten: Petzscher Mark-Ost und Petzscher Mark-West. Das Gesamtgebiet wird umgrenzt durch die Theresienstraße, die Hamburger Straße und die Berliner Straße sowie das Gelände der Deutschen Bahn im Westen und wird durch die Wittenberger Straße in die beiden Teile gegliedert. Als Entwicklungsziel ist vor allem die Aufbereitung und Nachnutzung brachliegender Flächen vorgesehen.